# Fejervarya
Fejervarya är ett släkte av groddjur. Fejervarya ingår i familjen Dicroglossidae.

## Dottertaxa tillFejervarya, i alfabetisk ordning[1]
- Fejervarya altilabris
- Fejervarya andamanensis
- Fejervarya assimilis
- Fejervarya brama
- Fejervarya brevipalmata
- Fejervarya cancrivora
- Fejervarya caperata
- Fejervarya frithii
- Fejervarya granosa
- Fejervarya greenii
- Fejervarya iskandari
- Fejervarya kawamurai
- Fejervarya keralensis
- Fejervarya kirtisinghei
- Fejervarya kudremukhensis
- Fejervarya limnocharis
- Fejervarya moodiei
- Fejervarya mudduraja
- Fejervarya multistriata
- Fejervarya murthii
- Fejervarya mysorensis
- Fejervarya nepalensis
- Fejervarya nicobariensis
- Fejervarya nilagirica
- Fejervarya orissaensis
- Fejervarya parambikulamana
- Fejervarya pierrei
- Fejervarya pulla
- Fejervarya raja
- Fejervarya rufescens
- Fejervarya sahyadris
- Fejervarya sakishimensis
- Fejervarya sauriceps
- Fejervarya schlueteri
- Fejervarya syhadrensis
- Fejervarya teraiensis
- Fejervarya triora
- Fejervarya verruculosa
- Fejervarya vittigera